# ウーマンコミュニケーション
『ウーマンコミュニケーション』は、2023年10月26日よりSteamおよびDLsiteにて配信されたPC向けゲームソフト。
制作はインディーゲーム開発者のげーむくりえいたーねこ。制作者が「たぶん世界初」を謳う、「うっかり淫語」を見つけてゲームを進めるシステムのアドベンチャーゲーム。

## ゲーム内容
ゲーム中の人物が会話をしている最中にうっかり出来てしまった淫語（センシティブワード）を見つけ出し、高得点を目指すアドベンチャーゲーム。会話の文章はノンストップで画面上に表示され、淫語の箇所にカーソルを合わせて指摘を行う。例えば、主人公の幼馴染とその先輩のさっちんによる会話の中で「さっちん、これから～」という文章が出た際、「ちん、こ」部分を指摘することで、画面に大きな赤字で「CHINKO」と表示されてスコアが入る。スコアは淫語を見つけた数、早さ、正確さによって決められる。
会話は最初はたわいのないものが繰り広げられるが、制作者いわく驚くようなストーリー展開も予定しているとされる。
性的なグラフィックなどは一切含まれておらず、R-18指定の作品ではないものの、単語・テキストによる成人向けコンテンツが含まれているため、Steamのストアページを確認するためには成人によるアカウントのログインとコンテンツ表示の個人設定が必要となり、また、DLsiteではR-15指定となっている。

## 開発
げーむくりえいたーねこが昼食中に「会話の中でうっかりできあがってしまった淫語を見つけ出すゲーム」のアイディアを思い付き、いいアイディアだと思う反面、他人に興味を持ってもらえなそうなほどのくだらなさも感じたため、会話シーンのみのプロトタイプの映像を作成。2022年7月頃にSNSに動画を投稿し、他者からの反応を見ようとしたところ、開設したばかりのアカウントにもかかわらずTikTokで再生数12万回超を記録するなどの反響を得たため、本格に開発を開始した。
同年11月に正式タイトルを『ウーマンコミュニケーション』に決定し、Steamのストアページを公開。配信予定日を2023年4月1日としていた。なお、この時点で本作の進捗率は低かったものの、「先に発表しちゃって自分に発破をかける作戦」として発表したものだったが、実際に予定していた4月1日の配信は叶わず、2023年3月27日に配信延期が発表された。同年10月10日、同月26日に配信することが発表された。
制作者は本作を制作するにあたり影響を受けたゲームとして、『NKODICE』と『ダンガンロンパ』シリーズを挙げている。『NKODICE』にはアイディア段階で強く影響を受け、「意図せず淫語ができあがってしまう面白さ」を「ダイスでの偶発性」から「会話での偶発性」にアレンジしたものが本作である。『ダンガンロンパ』シリーズには、システムの改善の際に同シリーズの「ハイスピード推理アクション」のシステムの影響を強く受けたという。のちに『NKODICE』と同じ制作者による作品であるとの誤情報が拡散され、『NKODICE』制作者のksymは自身のTwitterにて、全くの無関係であり、「今後関わるつもりもないです」との声明を出している。ksymは、本作の開発中のリザルト画面のレイアウトの類似性の高さが、前述のような誤認を招く一因となっていると指摘しつつも、本作の演出や表現面についてはオマージュの範囲内、意図的なパロディであるとの認識を示し、問題視はしていない。
なお、宣伝のために「INDIE Live Expo Winter 2022」に応募されていたが、落選している。